# Veni Vidi Vicious
Veni vidi vicious és un àlbum de la banda de garage rock The Hives. Va ser llançat el 12 de setembre del 2000. La versió japonesa inclou molt contingut extra.
El nom de l'àlbum és un joc de paraules, referent a la frase que va utilitzar l'emperador romà Juli Cèsar quan va conquistar l'Àsia Menor: "Veni, vidi, vici" (en català "vaig anar, vaig veure, vaig vèncer").

## Llista de Cançons
1. The Hives Declare Guerre Nucleaire
2. Die, All Right!
3. A Get Together to Tear It Apart
4. Main Offender
5. Outsmarted
6. Hate to Say I Told You So
7. The Hives Introduce the Metric System in Time
8. Find Another Girl
9. Statecontrol
10. Inspection Wise 1999
11. Knock Knock
12. Supply and Demand